# مدیسون، پنسیلوانیا
مدیسون (به انگلیسی: Madison) یک منطقهٔ مسکونی در ایالات متحده آمریکا است که در شهرستان وستمورلند، پنسیلوانیا واقع شده‌است. مدیسون ۱٫۱۳ کیلومتر مربع مساحت و ۳۹۷ نفر جمعیت دارد و ۳۵۹٫۰۶ متر بالاتر از سطح دریا واقع شده‌است.